# 대부진
15세기의 대부진(영어: Great Slump)는 1430년대부터 1480년대까지 영국에서 발생한 경기침체를 의미한다.

## 역사
대부진은 영국에서 대략 1440년에서 1480년 사이에 발생했다. 경기하강이 1430년대 영국 북부에서 시작했고, 1440년대에는 남쪽으로 퍼져나갔으며 1480년대까지 회복할 수 없었다. 대부진은 북유럽의 커져가는 무역위기를 배경으로 발생했는데 화폐공급의 필수적 요소인 은의 부족과 무역체제의 붕괴가 원인이었다. 일부 이야기에서는 ‘신용수축’ 현상을 언급하기도 한다.
몇몇 학자들은 대부진이 백년 전쟁의 영향과 프랑스 내 영지상실로 인해 영국이 겪었던 경제봉쇄와 스페인과의 전쟁 그리고 한자 동맹에 원인이 있다고 말한다. 또한 1430년대의 여러 작물의 불황과 가축질병 탓이었다고 하는데 그것들이 식량 가격상승을 부추기고 경제에 커다란 피해를 끼쳤다.
대부진의 충격은 영국 전역에 이르고 있었다. 일부 집단들은 심각한 영향을 받았다. 1440년대 말에는 4년 만에 옷감(직물) 수출이 35%나 하락했고, 남서부 일부쪽에서는 90%까지 하락했다. 남아있는 수출품 가격은 급속하게 하락했다. 1450년에는 유명한 잭 케이드 반란이 일어났고, 그 여파는 1460년대의 장미 전쟁 발발에 영향을 주었다.
영국 상인들이 대부진에서 살아남는 방법들 중 하나는 상인 연결망 구축을 통한 것인데, 상인 연결망은 상인들을 결속시켜서 기업집단이 되기도 했다. 이를 통해 필요한 금은과 잘 보호되는 신용체제에 대한 접근을 가능하게 했다.

## 같이 보기
- 백년 전쟁
- 장미 전쟁